# Comunidad Indígena Sutiaba
Comunidad Indígena Sutiaba también llamada Comunidad Indígena Sutiava es una comunidad indígena localizada en el departamento de León perteneciente a los pueblos indígenas de Nicaragua.
Los sutiabas actuales son descendientes de los antiguos Maribios, en cuyo honor se bautizó la mayor cordillera volcánica de Nicaragua.
Sutiaba es la más grande y mejor organizada de las comunidades indígenas de la Costa del Pacífico de Nicaragua, que reclama una identificación indígena a pesar de que se le fue arrebatada muchos de los atributos externos de identidad étnica como idioma tradicional, rituales religiosos y vestimenta étnica.
En 1925 Edward Sapir escribió sobre el idioma sutiaba un artículo basado en el análisis de la evidencia disponible. En el texto, Sapir incluía esta lengua en la hipotética familia hokana. Cuando Sapir escribió su artículo de 1925, el subtiava estaba a punto de extinguirse.
Oltrogge [1977] propuso una relación del subtiava con el jicaque-tol y el tequistlateco, aunque la evidencia de la relación jicaque-tol-tequistlateco es sólida, la evidencia en favor del parentesco con el subtiava es débil. Sin embargo, los trabajos comparativos que presentaron mejor evidencia del parentesco son los de Rensch [1976, 1977] y Suárez [1977] que independientemente encontraron evidencia en favor de la relación del subtiava con el tlapaneco y otras lenguas otomangueanas.

## Etimología
La etimología de la palabra Sutiaba, según algunos estudiosos nicaragüenses como Alfonso Valle Candia, Fernando Silva Espinoza y Jorge Eduardo Arellano, debe escribirse con la grafía "Sutiava" con ("v") porque originalmente se escribió "Sutiaua" con (u). Arrellano citando a Valle Candia, asegura que el vocablo deriva de "Sutiapan", descomponiéndolo en: "suchtli" que significa "chote negro" o "caracolito negro", "atl" que significa "agua" y "pan" adverbio de lugar; es decir, "Río de chotes negros" o "Río de caracolitos negros".
Los estudios hechos por Severo Sini, Mario Rizo y Rosalpina Vásquez confirman el uso de la escritura moderna consignada en "Sutiaba" por parecerles que esta fue usada en los Títulos Reales que son custodiados por el pueblo indígena. Estos títulos reales son escritos legales hechos en la época Colonial que demuestran la titulación de las tierras de los pueblos indígenas reconociendo sus derechos de posesión a perpetuidad. Rizo citado por Vásquez refiere lo siguiente: 
"en el Título Real -para el año 1727- la grafía aparece mayoritariamente en la forma Sutiaba."

## Límites
Los sutiabas se asentaron al oeste de la cordillera volcánica de los Maribios. Los límites de su territorio eran los siguientes:
- al Norte, la cordillera de los Maribios desde el volcán Telica (1.601 m s. n. m.) al nor-oeste, hasta la laguna de Asososca o laguna del Tigre (Teguazinavie) al sureste.
- al Sur, el Océano Pacífico.
- al Este, del cerro de Asososca (803 m s. n. m.) hasta el río Tamarindo.
- al Oeste, desde el volcán Telica pasando por Quezalguaque hasta el río Telica.

Posiblemente los límites se extendieron hacia el oeste incluyendo Posolteguilla, Posoltega, Chiquimulapa y Chichigalpa, que hacia el siglo XVIII pertenecían al partido de Sutiaba que en 1681 se destacó durante la sublevación más conocida de la época colonial seguida por la sublevación de Sébaco en 1693. En 1725 ocurre una nueva sublevación del pueblo de Sutiaba con apoyo de Laborío.
El poblado indígena de Sutiaba se asentaba en la confluencia de dos ríos: río Pochote al norte y río Chiquito al sur.

## Gobierno comunitario
El gobierno de la Comunidad Indígena de Sutiaba están constituido por tres entidades de gobierno comunitario y participativo, las cuales son: 
- Consejo de Ancianos de Sutiava.
- Asamblea Indígena de Sutiava.
- Junta Directiva Administrativa.

El Consejo de Ancianos de Sutiava es una estructura de gobierno que nace en el seno de la comunidad indígena de Sutiaba, sus funciones son "vigilar, asesorar, aconsejar, ejercer control de la cultura, costumbres, tradiciones y proteger los bienes patrimoniales" de la comunidad indígena del pueblo de Sutiaba, integrado por los descendientes de los antiguos habitantes del Común Pueblo Indígena de Sutiaba, que tiene como misión la "unidad de la raza indígena y el mejoramiento de sus condiciones de vida".
También, existe la figura del llamado "Cacique Mayor de Sutiava" o "Taá-mbá".
La Junta Directiva Administrativa de la Comunidad Indígena de Sutiaba (CIS) fue creada en 1954. En 1955, Ernestina Roque se integró a la misma dirigiendo la Comisión encargada de la negociación con el gobierno de Anastasio Somoza García. 
La CIS inscribió el 14 de marzo de 1956 en el Registro Público de la Propiedad del departamento de León, los Título Reales que dan seguridad jurídica de la posesión a perpetuidad de sesenta y tres (63) caballerías de tierra o su equivalente a 42 mil manzanas. Estos documentos fueron cuidadosamente conservados por doña Ernestina Roque Hernández (6 de abril de 1911 - 2001), reconocida como "Mujer del Siglo del pueblo de Sutiava". Ella recibió los títulos reales de su hermano Rafael Roque en los años 40 del siglo XX porque su familia ha salvaguardado los documentos originales desde antes de la Revolución Liberal de 1893.
La comunidad indígena administra mediante una "Junta de Cementerio" cinco panteones: Panteón San Juan Bautista, Panteón San Pedro, Panteón San José (El Zapote), Panteón San Francisco, Panteón San Sebastián. El más reciente es el Cementerio Guasimal administrado por una directiva de Laborío-Guadalupe, aunque pertenece a Sutiava.

## Tradiciones
La chicha ceremonial "Mītā́ū" es considerada una bebida sagrada.

### Santa Lucía
Santa Lucía fue acogida por el pueblo indígena de Sutiava como Patrona desde el 13 de diciembre de 1811, debido a que al amanecer de ese día se sucedieron los primeros levantamientos pre-independentistas. Las festividades religiosas en honor a la Santa Lucía, tradicionalmente inician desde el 2 de diciembre con la celebración de un Triduo (espacio de tres días) de misas en su honor y se acentúan el 12 en la llamada "Víspera" o "Alborada" animada con fuegos artificiales y toros "encuetados". Culminan el día 13 de diciembre con una procesión seguida de la Misa solemne. Esa misma noche, los fieles católicos promesantes pagan sus promesas a la Santa con la compra y ofrecimiento de votos. Estos votos generalmente son pequeños ojitos puestos en la cinta que pende de la mano de la venerada imagen de Santa Lucía.
De forma paralela transcurre la "Feria de Santa Lucía" que se realiza desde 1969, siendo los fundadores los Padres Escolapios que regían la Iglesia San Juan Bautista de Sutiaba. Esta  feria  cuenta con juegos mecánicos, gastronomía, veladas artísticas-culturales, música de Chicheros, juegos pirotécnicos, desfile hípico y el concurso para la elección de la "Princesa Indígena de Sutiava" a quien le es otorgado el título "Mùsá Ÿambắ" y debe ser descendiente originaria de la comunidad. 

### Semana Santa
En el ritual que encierra el  esplendor de la Semana Santa, la Hermandad del Santo Entierro de Sutiava, sucesora de las Cofradías indígenas, organiza y acompaña los episodios evangélicos de la Pasión de Cristo: la procesión del Vía crucis, la Crucifixión, el Descendimiento y el Santo Entierro. 
La confección de las Alfombras  Pasionarias se remonta a 1910, iniciativa original de la familia Rojas, quienes decidieron elaborar una alfombra con arena y aserrín el día de la procesión de Santo Entierro, iniciativa que gustó a los vecinos y fueron adoptando cada año, es una tradición transmitida de generación en generación entre las familias de la comunidad y es considerada una obra de arte religioso y cultural.
Actualmente la calle donde originalmente se inició esta devoción es llamada la  "Calle de las  Alfombras". Año con año se acentúa esta costumbre donde las granadas se abren y se atiborran de confeti, se ornamentan las calles con alfombras elaboradas con aserrín coloreado, flores de corozo, granos de maíz, sorgo, arroz, frijoles, matas de plátano, se encalan las cunetas y se abanderan los techos de casa a casa con los colores de la bandera de la Iglesia Católica para el paso de la procesión del Santo Entierro, sobre la Calle Real y las calles de su reccorrido. También, el día Lunes Santo por la noche para la procesión de la imagen de San Benito de Palermo que sale de la iglesia San Francisco.
Las alfombras pasionarias de Sutiava son elaboradas "a mano alzada" en colores llamativos y diseños que forman imágenes con motivos religiosos y pasajes bíblicos relacionados con la vida y el sufrimiento de Jesús, dando así un toque artístico cultural. Ha sido una tradición creativa y única en el país, admirada por feligreses, personas de otras ciudades de Nicaragua y del extranjero.

### Días festivos
El calendario de días festivos incluyen festividades cristianas y fechas de relevancia para la comunidad, siendo el repertorio más conocido el detallado a continuación:
| Fecha               | Festividad                                           | Notas                                                                                    |
| Lunes Santo         | San Benito de Palermo                                | festividad cristiana, Semana Santa                                                       |
| Viernes Santo       | Santo Entierro                                       | festividad cristiana, Semana Santa                                                       |
| 4 de abril          | San Benito de Palermo (Río Grande)                   | festividad cristiana, Peregrinación de la imagen hasta Río Grande, carretera a Poneloya  |
| 15 de mayo          | San Isidro Labrador                                  | festividad cristiana, Festivo Cortejo Procesional de Rogativa por buen invierno          |
| 24 de junio         | San Juan Bautista                                    | festividad cristiana, Natividad de San Juan Bautista                                     |
| 14 de agosto        | Gritería chiquita                                    | festividad cristiana, , víspera de la Asunción de María                                  |
| 28-29 de septiembre | San Jeronimo                                         | festividad cristiana. Procesión celebrando las buenas cosechas con danza de toros huacos |
| 24 de septiembre    | Virgen de la Merced                                  | festividad cristiana, Magna Procesión de la Patrona de la ciudad de León                 |
| 28 de octubre       | Feria del Mar                                        |                                                                                          |
| 2 de noviembre      | La Fajina Conmemoración de Todos los Fieles Difuntos | festividad cristiana y comunitaria                                                       |
| 3 de noviembre      | La Gigantona                                         |                                                                                          |
| 10 de noviembre     | Desfile de Mitos y Leyendas                          |                                                                                          |
| 28 de noviembre     | Novenario de La Purísima                             | festividad cristiana                                                                     |
| 7 de diciembre      | La gritería                                          | festividad cristiana, víspera de la Inmaculada Concepción de María                       |
| 8 de diciembre      | Tiangue Purísima e Inmaculada Concepción de María    | festividad cristiana                                                                     |
| 13 de diciembre     | Procesión y Feria de Santa Lucía                     | festividad cristiana                                                                     |
| 17 de diciembre     | Procesión de San Lázaro                              | festividad cristiana                                                                     |

## Historia

### Época colonial
A la llegada de los colonizadores españoles (1523), la población de sutiabas o maribios se estima era de 100000 habitantes. Hacia 1752, el obispo Morel de Santa Cruz reportó una población adulta de apenas 4120 personas.
Jaime Incer Barquero, reconocido geógrafo e historiador nicaragüense, cita que el cronista Gonzalo Fernández de Oviedo y Valdés en su obra "Historia general y natural de las Indias, islas y tierra firme del mar Océano. Libro IV" se refirió a estos indígenas como: 
"los  más  crueles y los más feroces, pero también los más inteligentes y valerosos de cuantos indios Yo he conocido en América."
Durante la Colonia, a Sutiaba le fue impuesto un proceso histórico que abarcó tres etapas:
1.- Como "pueblo encomendero" de León desde 1524 hasta 1583. (Para quitar relevancia al "cacicazgo de Sutiaba", en 1583 se creó el "corregimiento de Quezalguaque" que incluía Sutiaba, Telíca, Posoltega y Posolteguilla, el cual duró hasta el año de 1672. No obstante, Sutiaba mantuvo su preeminencia).
2.- Como cabecera del "corregimiento de Sutiaba" creado desde 1673 hasta 1777.
3.- Dentro del "partido de León" desde 1778 hasta 1821.

### Traslado y fundación de León
En 1610 los habitantes de León Viejo se trasladan hacia su actual asentamiento, Pedro Munguía de Mendiola, Alférez mayor de León Viejo y primer Alcalde ordinario de León, auxiliado por Alonso Díaz de Mayorga y Diego de Villegas Carasa, tomó el "aguijón" procediendo a trazar la nueva ciudad con cordel y cuadrantes, ubicando la Plaza Mayor de la cual saldrían ocho calles (dos por cada esquina) con una longitud de trescientos pasos por las cuatro direcciones. Las calles fueron trazadas a escuadras y de visuales rectas orientadas de oriente a poniente y de norte a sur. La bendición la dio el obispo Pedro de Villarreal.
La "calle La Ronda" (ahora calle Rubén Darío), que iba desde La Providencia hasta los límites sur de Sutiaba, ha fijado desde 1610 el límite entre el Sutiaba indígena y el León colonial. A un lado de esta calle, se erige el "Monumento al Cacique Adiac".

### Anexión a León
En 1902, por Decreto del presidente José Santos Zelaya, el poblado de Sutiaba fue anexado como barrio a la ciudad de León perdiendo su autonomía administrativa y lo que para el geógrafo francés Alain Musset "marcó el fin oficial de una comunidad indígena poderosa que, según la ideología liberal de la época, sólo representaba para la sociedad nicaragüense un factor de arcaísmo y subdesarrollo."

## Adiac
Adiac o Adiact es un legendario cacique o jefe más recordado. Es un legado con ribetes de leyenda que representa la resistencia y la valentía del pueblo Sutiaba contra los colonos españoles. Una tradición oral relata una leyenda publicada en 1923 por el diplomático y escritor Joaquín Macías Sarria en el periódico “El Centroamericano” (posiblemente inspirada en un suceso ocurrido en 1541 a una mujer indígena llamada Sochel y un cacique llamado Çital, en el poblado de Çigüina, antiguo nombre del río Viejo, un afluente del lago Xolotlán). La leyenda cuenta sobre Xochilt Acalt, referida como hija del cacique Adiac o Adiact quien con sentido de hospitalidad ofreció en 1610 a los habitantes de León Viejo que se resguardarán del volcán Momotombo y lago Xolotlán trasladándose hacia las cercanías de Sutiaba. Su presunto padre no estuvo de acuerdo pero aceptó la convivencia de ambas comunidades.
Según la leyenda, luego de unos tres años del traslado, producto del rechazo de Xochilt Acalt a las pretensiones amorosas de dos pretendientes, uno de origen sutiaba y el otro criollo español, el primero acusó al cacique Adiac de planear un ataque contra los leoneses, quienes se organizaron y si atacaron Sutiaba, masacrando a los hombres jóvenes y violando a las mujeres, provocando la rebelión con Adiac al frente, quien mantuvo resistencia hasta 1614, cuando fue capturado vivo y luego asesinado en el Cerro de los Vientos, hoy conocido como Cerro de Oro, camino hacia Poneloya. Su cuerpo fue colgado de un enorme árbol de Tamarindo, el famoso "Tamarindón", un símbolo de la resistencia indígena en contra de la Colonia española y un ejemplo de preservación y respeto de los recursos naturales.
Desde 2003, se colocó una placa conmemorativa en la cual se lee: 
"Adiac no murió en lecho de rosas,
aquí lo ahorcó la rabiosa catizumba,
no pregunten por su edad ni por su fosa,
los mártires como Él; no tienen tumba.
Y este árbol fue La Cruz
de Quien Hoy es Nuestra Luz."
En octubre de 2010 el Tamarindón colapsó por los años y los embates de la naturaleza, partes del tronco y algunas ramas son resguardadas en la casa museo de la "Comunidad Indígena de Sutiaba (CIS)", ubicada cerca de la iglesia San Juan Bautista de Sutiaba.